# جو دوسن
جو دوسن (بالفرنسية: Joe Dawson)‏ هو سائق سيارة سباق أمريكي وفرنسي، ولد في 17 يوليو 1889 في إنديانا في الولايات المتحدة، وتوفي في 18 يونيو 1946.

## روابط خارجية
- جو دوسن على موقع Racing-Reference.info (الإنجليزية)
- جو دوسن على موقع DriverDB.com (الإنجليزية)